# Convertiplà CTA
El Convertiplà CTA és un projecte de convertiplans brasiler cancel·lat. Està basat en l'anterior Focke-Achgelis Fa 269.
Henrich Focke va reviure el disseny a principis dels anys cinquanta del segle XX en nom del Centre Tècnic Aeroespacial (CTA) de Brasil, en aquell moment el centre tècnic de la força aèria, que el va contractar per desenvolupar un convertiplà. El Convertiplà CTA es va crear amb el fuselatge i les ales d'un Supermarine Spitfire Mk.XIV, sèrie RM874, adquirit per l'oficina de l'agregat aeri brasiler a Brasil. La Gran Bretanya es va negar a subministrar el motor Armstrong Siddeley Double Mamba originalment seleccionat i el disseny es va modificar per acceptar un motor radial Wright R-3350 Duplex-Cyclone de 2.200 cavalls de força (1.600 kW) muntat al mig, al seu lloc, utilitzat en la Lockheed Constellation. Això va requerir un redisseny de la transmissió a causa de l'augment de pes i vibració.
Uns 40 treballadors i 8 milions de dòlars americans es van dedicar al projecte.
L'aeronau no va entrar mai en servei.